# Aeroportul Kaanapali
Aeroportul Kaanapali (IATA: HKP, ICAO: PHKP) este un aeroport din Hawaii, Statele Unite ale Americii.
Situat la o altitudine de 1 m, aeroportul dispune de o singură pistă.